# 迦勒

迦勒墓穴的标志

迦勒（希伯來語：כָּלֵב）是希伯来圣经中的一位重要人物，以其在希伯来人拒绝进入“应许之地”迦南时，对耶和华的信心著称。
摩西带领希伯来人逃避埃及的奴役，来到上帝应许给他们的迦南地的边界。摩西派遣12名侦探（希伯来语meraglim）进入迦南，回来报告那里的情况，每个侦探代表12个支派中的一个。其中10名侦探回来报告说不可能得到那块土地，住在那里的巨人将会碾碎希伯来人的军队。只有2人——约书亚（以法莲支派）和耶孚尼的兒子—迦勒（代表犹大支派，一作基尼洗人）返回说，耶和华将要把迦南交在希伯来人的手中。
圣经记载道，由于那10名侦探的陈述，希伯来人选择不要进入迦南；由于违背耶和华的意志，使他们在旷野中漂流40年之久。成年希伯来人中，唯有约书亚和迦勒得以活到40年后，进入迦南。
许多书籍和网站将迦勒名字的希伯来文拼写与“狗”（כֶּ֫לֶב‬，kéleḇ）混淆，其实迦勒名字的希伯来文是 Caleb，而不是 Celeb。